# Bezzia expolita
Bezzia expolita är en tvåvingeart som först beskrevs av Daniel William Coquillett 1901.  Bezzia expolita ingår i släktet Bezzia och familjen svidknott. Inga underarter finns listade i Catalogue of Life.